# Krasnogvardéiskoie (Adiguèsia)
|  | Per a altres significats, vegeu «Krasnogvardéiskoie». |

Krasnogvardéiskoie - Красногвардейское (rus) - és un poble de la República d'Adiguèsia, a Rússia. Es troba a la vora nord-est de l'embassament de Krasnodar, entre 70 i 80 km al nord de Maikop, la capital de la república. Pertanyen a aquest municipi l'aül d'Adami i el khútor de Txumakov.
La vila fou fundada el 1885 amb el nom de Nikolàievskoie per colons camperols procedents de les gubèrnies de Kursk, Poltava i d'altres. En la dècada del 1930 se li afegí el poble de Sloviévskoie. L'11 de novembre del 1961 rebé el seu nom actual i se li afegí el poble d'Ivànovskoie.